# Ян Пілецький (руський воєвода)
Ян Пілєцкі (Пілецький; пол. Jan Pilecki; бл. 1450 — між 2 серпня і 13 грудня 1496) — польський шляхтич, урядник, політичний діяч Королівства Польського. Представник роду Пілецьких гербу Леліва.

## Життєпис
Народився близько 1450 року. Середній син краківського каштеляна Яна Пілєцкого та його дружини Ядвіги (пол. Jadwiga Kurowska), доньки сандецького і люблінського каштеляна Пйотра Куровського гербу Шренява. У джерелах згадується від 1471 р. 
1472 р. брав участь у судових дебатах в Сяноку. 1476 р. став бєцьким каштеляном, на початку 1479 — сандецьким. У червні 1479 року брав участь у сеймі у Пйотркуві-Трибунальському. У травні 1480 року під час краківського земського з'їзду розглядав суперечки. Брав участь у Сеймі в Любліні в лютому 1484 року. Того ж року став віслицьким каштеляном. У другій половині 1485 року номінований на уряд воєводи руського. Восени 1485-го з братами Станіславом та Отоном брав участь у прийнятті присяги молдавського господаря Штефана ІІІ в Коломиї. Підтримав вибір королем Яна І Ольбрахта. В липні 1487 року брав участь у засіданні гродського суду у Львові. 1496 року призначений на посаду сандомирського воєводи.
Востаннє згадується у джерелах 2 серпня 1496 р., помер наприкінці 1496 р., перед 13 грудня (згаданий синами як неживий).

### Сім'я
Перша дружина — Зофія, сестра якої Анна була удовою Яна Ритвянського (пол. Jan Rytwiański). Діти:
- Миколай — белзький воєвода
- Станіслав — городоцький староста[5]
- Ян — люблінський і парчевський староста.[6]

Друга дружина — Барбара, відомостей про дітей немає.